# 建筑经济
建筑经济（Construction Economics）是建设领域内关于建设项目的经济方面的预测、决策、实施、分析、评估等活动，建築經濟為一專門學科，其相關問題管理的優劣影響到一項建設進行的順利與否。